# Warme kas
Een warme kas is een broeikas met een minimum-wintertemperatuur van 18 °C. Deze kas wordt veel toegepast voor veeleisende planten uit het tropisch regenwoud zoals vele orchideeën. De relatieve luchtvochtigheid is er hoger dan 60%. Dit is een dure kas vanwege de stookkosten en daarom voor de meeste particulieren onbereikbaar. Dit soort kassen wordt veel aangetroffen bij botanische tuinen. 
Voorbeelden van planten  die in de warme kas kunnen worden gehouden, zijn:
- Amorphophallus bulbifer
- Anthurium
- Begonia rex
- Cattleya
- Cissus discolor
- Cyperus papyrus
- Dendrobium
- Gardenia
- Kokospalm (Cocos nucifera)
- Hoodia gordonii
- Hoya bella
- Hoya linearis
- Kruidje-roer-mij-niet (Mimosa pudica)
- Nepenthes
- Passiflora alata
- Passiflora coccinea
- Passiflora laurifolia
- Passiflora quadrangularis
- Passiflora racemosa
- Passiflora vitifolia
- Philodendron
- Victoria amazonica
- Victoria cruziana